# Herz aus Glas (Münchener-Freiheit-Lied)
Herz aus Glas ist ein Lied der deutschen Pop-Rock-Band Münchener Freiheit. Es erschien am 6. Februar 1987 als zweite Single aus dem Album Traumziel.

## Musik und Text
In dem Song trifft der Protagonist eine Jugendliebe wieder und meint sie so gut zu kennen, dass er in ihr „Herz aus Glas“ schaue: „Du trägst dein Haar noch, wie es war / Du wirst immer noch verlegen, so wie früher / Damals fing es an / Ich denk wie du daran / Ja, is es denn ein Wunder, dass keiner von uns zwei sich wehren kann?“. Neben Gitarren, Bass und Schlagzeug ist der Song mit Synthesizern instrumentiert, die Chöre des Hintergrundgesangs erinnern an die Beach Boys.

## Entstehung und Veröffentlichung
Herz aus Glas wurde von Stefan Zauner und Aron Strobel gemeinsam mit dem bekannten Songtexter Michael Kunze, hier alias Mario Killer, geschrieben und von Armand Volker in München produziert. Am 6. Februar 1987 wurde die Single über CBS veröffentlicht. Die Singleversion enthält ein im Satzgesang gesungenes Intro und ist insgesamt aufwendiger arrangiert als die Albumversion.  
Das Lied erschien auch als 5:47 Minuten dauernde Langversion. Die Band spielte 1987 als „Freiheit“ eine englischsprachige Version unter dem Titel Play It Cool ein. Der Song erschien auch auf zahlreichen Kompilationen.

## Rezeption
Die zweite Singleauskopplung aus dem Album Traumziel war mit Platz 24 in den deutschen Charts und 15 Chartwochen ebenso erfolgreich wie die erste, Es gibt kein nächstes Mal, konnte jedoch nicht ganz an den Erfolg der Vorgängersingles Ohne dich (schlaf ich heut Nacht nicht ein) und Tausendmal du anknüpfen.
Die Münchener Freiheit trat mit dem Song am 21. Februar 1987 bei Wetten, dass..? mit Frank Elstner aus Bremerhaven auf sowie wenig später zweimal in der ZDF-Hitparade; sie wurde per Tippscheinverfahren am 22. April 1987 auf den vierten und am 20. Mai auf den ersten Platz gewählt. Am 5. Dezember 1987 spielte die Band den Song auch in Peters Pop Show im ZDF.
2014 wählten die Redakteure des deutschen Rolling Stone Herz aus Glas in der Beilage „Pop in Deutschland“ zu einem der „111 Songs“. Max Gösche schrieb, der Song gehöre „längst bei allen Schlager-Radios zum Standardprogramm – und dürfte neben ABBA der einzige Grund dafür sein, dass man überhaupt manchmal bei einem solchen Sender hängenbleibt.“ Und er resümierte: „Ein so vollkommener Popsong ist ihnen danach nicht mehr eingefallen.“

## Titelliste (Maxi-Single)
Seite A
1. Herz aus Glas (Lange Version) – 5:47

Seite B
1. Schachmatt – 4:07
2. Herz aus Glas  (Single-Remix) – 3:20